# Nauclea xanthoxylon
Nauclea xanthoxylon là một loài thực vật có hoa trong họ Thiến thảo. Loài này được (A.Chev.) Aubrév. mô tả khoa học đầu tiên năm 1959.